# 孔托斯卡利翁港
孔托斯卡利翁港（希臘語：Κοντοσκάλιον），又名尤利安港，是君士坦丁堡的一個港口，使用從六世紀至鄂圖曼帝國早期。該港口位於馬爾馬拉海的一個入口處。

## 引用
1. ↑  Müller-Wiener 1977，第62頁.